# Blair Dunlop
Blair Dunlop (né le 11 février 1992) est un acteur et musicien anglais.

## Biographie
Il a fait ses études à Repton School. Il a pris une année sabbatique avant l'université pour se concentrer sur ses aspirations musicales.
En 2005, il décroche un rôle dans Charlie et la Chocolaterie. Il apparaît trois fois dans le film, où il joue Willy Wonka enfant, qui à cette époque portait en permanence un énorme appareil dentaire de nuit autour de sa tête,.
Auteur-compositeur et guitariste, il a publié à ce jour un EP et trois albums. Son premier album solo Blight and Blossom est paru en 2013. Il gagne le Horizon Award lors de BBC Radio 2 Folk Awards 2013.
Son second album House of Jack's est paru en 2014. Son troisième, Gilded, sort en 2016.
Il est le fils du musicien folk Ashley Hutchings (fondateur des groupes Fairport Convention, Steeleye Span, The Albion Band et de Rainbow_Chasers). 
En 2011 il remonte The Albion Band  le groupe de son père, mais interrompt l'aventure en 2013 pour se consacrer à sa carrière solo.
Dunlop a également été sur une émission de télévision anglaise appelée Rocket Ma.

## Discographie

### Albums
- Blight and Blossom (Rooksmere Records) (2012)
- House of Jacks (Rooksmere Records) (2014)
- Gilded (Gilded Wings Records) (2016)
- Notes From An Island (Gilded Wings Records) (2018)

### EPs
- Bags Outside The Door EP (Rooksmere Records) (2011)
- Blair Dunlop / Larkin Poe (Rooksmere Records) – un mini-album en collaboration avec Larkin Poe (2013)
- The Mark Radcliffe Folk Sessions (Delphonic Records) (2013)

## Filmographie

### Cinéma
- 2005 : Charlie et la Chocolaterie  : Willy Wonka Enfant